# البئی قلی‌اف
البئی قلی‌اف (ترکی آذربایجانی: Elbəyi Anar oğlu Quliyev؛ زادهٔ ۱۴ اکتبر ۱۹۹۵) بازیکن فوتبال اهل روسیه است.
از باشگاه‌هایی که در آن بازی کرده است می‌توان به باشگاه فوتبال ژتیسو و باشگاه فوتبال اورال یکاترینبورگ اشاره کرد.
وی همچنین در تیم ملی فوتبال زیر ۲۱ سال جمهوری آذربایجان بازی کرده است.